# Ustroń
Ustroń ([ˈustrɔɲ]ⓘ en checo: Ustroň; en alemán: Ustron) es una ciudad de Polonia situada en el sur. Tiene 16 000 habitantes (datos del 2017). Se encuentra al pie de los montes Cárpatos, a orillas del río Vístula, muy cerca de la frontera con la República Checa y con Eslovaquia.
Situada en el distrito de Cieszyn del voivodato de Silesia (desde 1999), anteriormente en voivodato de Bielsko-Biała (1975-1998).

## Historia
El asentamiento de Ustrona, un pueblo en la Ducado de Teschen (desde 1327 un feudo de Bohemia), fue mencionada por primera vez cerca de 1305 en el documento Liber fundationis episcopatus Vratislaviensis. La parroquia Wstrowe fue mencionada en un registro del Óbolo de San Pedro de 1447. Desde 1526 en adelante, el área de Silesia era parte de la Monarquía de los Habsburgo de Austria. Ustroń comenzó a desarrollar un pequeño asentamiento urbano después del hallazgo de los minerales de hierro y en el fin  del siglo XVIII. Una acería fue abierto en 1772 pero perdió significación después 1839, el año de la apertura de la acería en Trzynietz.
Después de la caída del Imperio austrohúngaro y la guerra checoslovaco-polaca de Silesia en 1919 Ustroń por decisión del Consejo de Embajadores en 1920, se concedió a Polonia.
Durante la Segunda Guerra Mundial fue anexionada al Tercer Reich. Había recibido los derechos urbanos en 1956.

## Ciudades hermanadas
Ustroń está hermanada con:
- Neukirchen-Vluyn
- Budapest
- Hajdúnánás
- Pieštany
- Luhačovice
- Frenštát pod Radhoštěm
- Ustronie Morskie
- Kalety